# Зеда-Горди
Зеда-Горди (груз. ზედა გორდი) — село в Грузии, на территории Хонийского муниципалитета края (мхаре) Имеретия.

## География
Село находится в западной части Грузии, к северу от реки Цхенисцкали, на расстоянии приблизительно 14 километров (по прямой) к северо-востоку от города Хони, административного центра муниципалитета. Абсолютная высота — 671 метр над уровнем моря.

## Население
По результатам официальной переписи населения 2014 года, в Зеда-Горди проживало 397 человек (195 мужчин и 202 женщины). В национальной структуре населения грузины составляли 99,7 %, русские — 0,3 %.
| Год  | Население, человек |
| ---- | ------------------ |
| 2002 | 464                |
| 2014 | ↘ 397              |